# Ernst Cantzler
Ernst Cantzler (* 27. Mai 1940 in Berlin) ist ein deutscher Drehbuchautor und Regisseur.

## Leben
Ernst Cantzler wurde als Sohn eines Beamten und einer Kindergärtnerin in Berlin geboren. Er besuchte mit seinen sechs Geschwistern eine Grundschule in Berlin und erlernte den Beruf des Schweißers. Seine Leidenschaft galt aber der Schauspielerei, so dass er, neben seinem Beruf, als Nebendarsteller in DEFA-Spielfilmen auftrat. Im Jahr 1962 bewarb er sich dann erfolgreich als Theaterschauspieler am Salzlandtheater in Staßfurt.
Nach seinem dreijährigen Wehrdienst in der Nationalen Volksarmee, begann er 1968 als Regieassistent in einem Filmstudio der Volksarmee mitzuarbeiten. Zu dieser Zeit plante er bereits ein Regie-Studium, um Theaterregisseur zu werden – doch diesen Traum gab er zugunsten einer Beamtenlaufbahn zunächst auf. In den Folgejahren machte Cantzler sein Abitur nach und erlangt eine Stelle als Regieassistent im DEFA-Studio für Dokumentarfilme. Nebenbei studierte er von 1971 bis 1977 Regie an der Hochschule für Film und Fernsehen Potsdam.
Nach Beendigung seines Studiums 1977 wurde er als festangestellter Regisseur im DEFA-Studio für Dokumentarfilme eingesetzt, wo er bis zur Wiedervereinigung 1991 auch arbeitete, ehe er seine Karriere als Filmregisseur beendete. Er inszenierte bis Mitte der 1980er-Jahre gemeinsam mit einer Handvoll Kollegen etwa 150 Kinderfilme, nebenbei aber auch aufwendige Fernsehproduktionen für den Deutschen Fernsehfunk, wie beispielsweise: … vom Fliegen ein Film (1975).
Zwischen 1982 und 1988 arbeitete er als Vorstandsmitglied des Verbandes der Film- und Fernsehschaffenden der DDR.
Ernst Cantzler lebt mit seiner Frau und dem gemeinsamen Sohn in der Nähe Berlins.

## Filmografie
- 1975: Der besondere Tag: Die Überraschung (Fernsehserie)
- 1976: Unser Sandmännchen: Rostock I (Fernsehserie)
- 1976: Unser Sandmännchen: Rostock II
- 1976: Der besondere Tag: Tropfenträume
- 1977: Unser Sandmännchen: Schornsteinfeger
- 1979: All diese Feuer (Kurzdokumentarfilm)
- 1979: Kuba, Insel der Jugend (Dokumentarfilm)
- 1979: Die Sprache der Schritte (Kurzdokumentarfilm)
- 1980: Der besondere Tag: Fernfahrer
- 1981: Riesenreise (Kurzdokumentarfilm)
- 1982: Hurra, hurra, hurra, die Feuerwehr ist da! (TV-Dokumentarfilm)
- 1983: Durch Zilles Gegend geloofen (Kurzdokumentarfilm)
- 1984: Sylvia
- 1984: Eine sonderbare Liebe
- 1984: Unser Sandmännchen: Spiegelbeleger
- 1985: Briefe von der Fahne
- 1986: In Zilles Scheunenviertel erlebt
- 1986: Blonder Tango
- 1987: Ernst Braun (Kurzdokumentarfilm)
- 1988: Lokführer Zwirbel (Kurzdokumentarfilm)
- 1989: Und freitags in die Grüne Hölle (Dokumentarfilm)
- 1990: Unser Sandmännchen: Hundefriseur

## Auszeichnungen
Seine Kinderfilme wurden regelmäßig auf der Kinder- und Jugendfilmwoche Gera prämiert. So erhielt sein Film Poesie und Rhabarber 1983 dort den Findlingspreis für den besten Dokumentarfilm. 1989 wurde sein Film ...und freitags in die grüne Hölle auf dem Nationalen Festival für Kurz- und Dokumentarfilm der DDR in Neubrandenburg ebenfalls mit dem Findlingspreis ausgezeichnet. Internationale Auszeichnungen konnte er aber nicht erlangen.